# プラード (ピレネー＝オリアンタル県)
プラード （フランス語:Prades、カタルーニャ語:Prada de ConflentまたはPrada）は、フランス、ピレネー＝オリアンタル県のコミューン。

## 地理
プラードは、コンフラン地方の中心コミューンであり、カニグー山のふもとにある。県都ペルピニャンの西20マイル、テート川の右岸にある。
ペルピニャンとブール＝マダムをつなぐ国道116号（fr）がコミューンの北に通る。ペルピニャンとラトゥール＝ドゥ＝カロルをつなぐ地域圏急行輸送がプラードにも停車する。

## 由来
プラードはカタルーニャ語でプラダ（Prada）である。ラテン語で「草原」を意味するprataに由来する。

## 歴史
西フランク王シャルル2世が、サルダーニャ伯とウルジェイ伯へ、villa Pradaと呼ばれていたこの地を授けた843年、初めて歴史に登場した。855年以降、伯爵はプラダの地をサント＝マリー・ド・ラグラス修道院へ寄進した。フランス革命でコミューンとなるまで、プラードはラグラス領主の領地だった。
11世紀、現在の教区教会であるサン＝ピエール教会があったことがわかっている。13世紀には集落の周りには防衛用の壁がめぐらされていた。16世紀に壁は増強され、その後破壊された。
著名なチェリスト、パウ・カザルスは、1939年にスペイン第二共和政が崩壊すると、彼はプラードに隠遁した。その後、カザルスは亡命してくるスペイン共和主義者の行く末に関心を持つようになった。1950年に始まったプラード音楽祭（現在はカザルス音楽祭）には、世界中から当時の有名な音楽家たちが集まり、伝説的な演奏が行われた。

## 人口統計
| 1962年 | 1968年 | 1975年 | 1982年 | 1990年 | 1999年 | 2006年 |
| ------ | ------ | ------ | ------ | ------ | ------ | ------ |
| 5676   | 5937   | 6448   | 6100   | 6009   | 5800   | 6221   |

## 姉妹都市
- リポイ、スペイン
- ロウジャ（Lousã）、ポルトガル
- キトジンゲン（Kitzingen）、ドイツ